# АС-Маркет
ООО «АС-Маркет» — крупная российская компания, которая занимается оптовой торговлей и дистрибуцией зоотоваров, товаров для лошадей, ветеринарных препаратов, сервисными услугами. Также в состав холдинга входят сеть зоомагазинов «Сами с усами» и сеть ветеринарных клиник «АСВЕТ».

## История компании
- 1992 — Создание сети зоомагазинов в Подмосковье;
- 1994 — ООО «АС-Маркет» становится официальным дистрибьютором «Mars,Incorporated»;
- 1996 — открытие ветеринарной клиники «АСВЕТ»;
- 2001 — создание ветеринарного отдела;
- 2009 — открытие первого зоомагазина сети «Любимчик»;
- 2009 — ООО «АС-Маркет» стала самой известной компанией РФ в рейтинге Отраслевого Союза Ветеринарии.
- 2017 — ООО «АС-Маркет» стала официальным и эксклюзивным дистрибутором, на территории РФ, компании MUSTAD

## Основные направления работы
- Дистрибуция ветеринарных препаратов;
- Дистрибуция товаров Mustad;
- Дистрибуция продукции «Mars, Incorporated»;
- Сеть ветеринарных клиник «АСВЕТ»;
- Сеть зоомагазинов «Сами с усами».

## Масштаб деятельности
К 2018 году услугами компании пользуются около 8 000 оптовых и розничных точек на территории РФ и стран СНГ. По ветеринарному направлению с «АС-Маркет» сотрудничает 300 ветеринарых клиник и аптек для животных, 600 коммерческих магазинов, а также более 2000 различных госструктур, питомников, заводичков и практикующих врачей. Поставки ветеринарной продукции осуществляются в 80 регионов России и ближнего зарубежья.

## Список основных поставщиков
Поставщиками АС-Маркет являются: Mustad, MARS Incorporated,  MSD Animal Health , Pfizer , Beaphar , Novartis , "Веда" , "Мединторг" , "Хелвет" , "Агроветзащита" , "Экопром" , "Фармасофт" , Luxsan , Himalaya , "Мериал" , KRKA , "Нарвак" , "Сева Санте Анималь" , Bayer AG , "Гама-Маркет" , "Триол", АВЗ, Биотехнологическая Фирма "Компонент"

## Интересные факты
- ООО «АС-Маркет» является крупнейшим поставщиком ветеринарной продукции в России и странах СНГ.
- ООО "АС-Маркет" является эксклюзивным, официальным дистрибутором MUSTAD в России.
- ООО «АС-Маркет» является зоодистрибьютором «Mars, Incorporated» в Московском регионе.
- основатель компании Алексей Симонов закончил МВИМУ, г. Мурманск;[9]
- ветеринарная клиника «АСВЕТ», в г. Одинцово, имеет собственную скорую помощь.[10]
- ООО «АС-Маркет» входит в «Союз Предприятий Зообизнеса».[11]